# リチャード・ピアソン (編集技師)
リチャード・"リック"・ピアソン（Richard "Rick" Pearson, 1961年 - ）は、アメリカ合衆国の編集技師。『ユナイテッド93』でアカデミー編集賞にノミネートされる。
アメリカ映画編集者協会会員。

## フィルモグラフィ
- フロム・ジ・アース/人類、月に立つ From the Earth to the Moon （1998年） ミニシリーズ 3、4、7、12話
- ゴンゾ宇宙に帰る Muppets from Space （1999年）
- ビッグムービー Bowfinger （1999年）
- MONA 彼女が殺された理由 Drowning Mona （2000年）
- 最'新'絶叫計画 Scary Movie 2 （2001年）
- スコア The Score （2001年）
- メン・イン・ブラック2 Men in Black II （2002年）
- ランダウン　ロッキング・ザ・アマゾン The Rundown （2003年）
- ボーン・スプレマシー The Bourne Supremacy （2004年）
- A Little Trip to Heaven （2005年）
- レント Rent （2005年）
- ユナイテッド93 United 93 （2006年）
- 俺たちフィギュアスケーター Blades of Glory （2007年）
- ゲット スマート Get Smart （2008年）
- 007 慰めの報酬 Quantum of Solace （2008年）
- アイアンマン2 Iron Man 2 （2010年）
- デンジャラス・ラン Safe House （2012年）
- レッド・ドーン Red Dawn （2012年）
- マレフィセント Maleficent （2014年）
- ザ・コンサルタント The Accountant (2016年)
- キングコング:髑髏島の巨神 Kong: Skull Island （2017年）
- ジャスティス・リーグ Justice League （2017年）
- ゴジラ キング・オブ・モンスターズ Godzilla: King of the Monsters （2019年）
- ワンダーウーマン 1984 Wonder Woman 1984 （2020年）

## 存命人物
- リチャード・ピアソン - allcinema
- Rick Pearson - IMDb（英語）